# Урасин, Рэм Геннадьевич
Рэм Геннадьевич Урасин (род. 15 мая 1976, Казань) — российский пианист, народный артист Республики Татарстан.

## Биография
Рэм Урасин родился в 1976 году в Казани. Учился в средней специальной школе при Казанской консерватории. Дебютировал в возрасте восьми лет с симфоническим оркестром Татарской филармонии. В 13 лет выступил с первой сольной программой, состоявшей из произведений Шопена. По окончании школы переехал в Москву, где окончил Московскую государственную консерваторию (класс профессора Льва Наумова).
В 1992 году в 15 лет победил на Международном юношеском конкурсе имени Шопена в Москве. В 1995 году стал лауреатом XIII Международного конкурса имени Шопена в Варшаве. В прессе музыканта сравнивали с Шопеном.
В 1997 году Урасин стал лауреатом Международного конкурса пианистов в Хамамацу. В 2001 году получил Гран-при международного исполнительского конкурса «Monte-Carlo piano masters». В 2004 году занял второе место на международном конкурсе пианистов в Сиднее, а также получил четыре специальных приза.
Концертирует в России и за рубежом. Его сольные концерты проходили в крупнейших залах мира, в том числе в Москве, Париже, Токио, Сиднее, Пекине. Выступления пианиста проходили в Германии, Франции, Швейцарии, Австрии, Италии, Польше, Чехии, Словакии, Исландии, Тайване. Рэм Урасин играл с Российским национальным оркестром, Московским филармоническим, Оркестром Варшавской филармонии, Сиднейским симфоническим, Венским камерным оркестром и другими коллективами в сотрудничестве с такими дирижёрами, как М. Плетнёв, В. Спиваков, К. Корд, А. Вит, В. Дударова, А. Рудин.
В 2009—2011 годах Урасин подготовил к 200-летнему юбилею Фридерика Шопена цикл «Ф. Шопен. Полное собрание сочинений в 11 концертах». Сыграть всего Шопена было давней мечтой пианиста, к исполнению которой он готовился с юности. Ещё учась в школе, он думал о том, что в 2010 году будет отмечаться юбилей Шопена и обязательно нужно будет сыграть все его произведения или хотя бы цикл концертов. По словам самого музыканта, тот факт, что большая часть произведений Шопена написана для сольного фортепиано, позволяет «сыграть… абсолютно всё, исполнить каждую ноту, написанную Шопеном, и прожить с ним всю жизнь: от первых полонезов <…> до последней мазурки».
Музыкантом записано несколько компакт-дисков с произведениями Шопена, Чайковского, Рахманинова. В сентябре 2007 года совместный диск виолончелиста Бориса Андрианова и Рэма Урасина был выбран английским журналом Gramophone как лучший камерный диск месяца. В 2009 году он стал музыкантом года по итогам конкурса газеты «Музыкальное обозрение». В Казани о музыканте сняты два фильма: «Это вечное чудо» (1993) и «Большая игра» (2000).
Учитель Рэма Урасина, профессор Московской консерватории Л. Н. Наумов, следующим образом охарактеризовал исполнительскую манеру своего ученика: «Его дарование… сочетает искренность, теплоту, элегантность с мудростью и выношенностью оригинальных, всегда убедительных трактовок исполняемых произведений».

## Награды
- Кавалер ордена Заслуг перед Республикой Польша (9 октября 2020 года, Польша)[12].
- Народный артист Республики Татарстан.